# Xian de Longchang
Le xian de Longchang (chinois : 隆昌县 ; pinyin : Lóngchāng Xiàn) est un district administratif de la province du Sichuan en Chine. Il est placé sous la juridiction de la ville-préfecture de Neijiang.

## Démographie
La population du district était de 757 049 habitants en 1999.